# Multiscan
Multiscan s.r.o. je soukromé zdravotnické zařízení sídlící v areálu pardubické nemocnice. Poskytuje zdravotnické služby v oblasti radiodiagnostiky a léčby onkologických pacientů. Zajišťuje poradenskou, preventivní, diagnostickou, léčebnou a rehabilitační zdravotní péči. Od léta roku 2020 využívá jako první v České republice novou metodu k léčbě nádorů – tzv. techniku HyperArc, což je metoda stereotaktické radiochirurgie a umožňuje ozářit více poškozených ložisek mozku současně.
Zdravotnické zařízení působí od roku 2002 a je součástí společnosti Akeso holding, jejímž majitelem je podnikatel Sotirios Zavalianis. Plánované je poskytování nadstandardních služeb pro onkologické pacienty Nemocnice Hořovice, jimž hodlá centrum Multiscan zajistit hotel v centru Pardubic.